# Don't Look Back
Don't Look Back är det amerikanska rockbandet Bostons andra album, släppt 1978. Albumet är uppföljaren till debutalbumet Boston men blev inte samma succé. Det har dock totalt sålts ca 7 miljoner exemplar varav 4 miljoner den första månaden enbart i USA. "Don't Look Back", "A Man I'll Never Be" och "Feelin' Satisfied" utgavs som singlar från albumet, varav titelspåret blev populärast med en fjärdeplacering på Billboard Hot 100.
Albumet var från början tänkt att heta Arrival, men när bandet fick reda på att Abba redan hade ett album med det namnet, ändrade de sig.

## Låtar
Samtliga låtar skrivna av Tom Scholtz, om inte annat anges.
1. "Don't Look Back" - 5:58
2. "The Journey" - 1:46
3. "It's Easy" - 4:27
4. "A Man I'll Never Be" - 6:38
5. "Feelin' Satisfied" - 4:12
6. "Party" (Brad Delp/Tom Scholtz) - 4:07
7. "Used to Bad News" - (Brad Delp) 2:57
8. "Don't Be Afraid" - 3:50

## Medverkande
- Brad Delp - sång, gitarr
- Barry Goudreau - gitarr
- Sib Hashian - trummor, slagverk
- Tom Scholz - gitarr, keyboard, bas
- Fran Sheehan - bas

## Listplaceringar
| Lista (1978)   | Position                |
| -------------- | ----------------------- |
| Australien     | 8 (Kent Music Report)   |
| Finland        | 14                      |
| Frankrike      | 13                      |
| Island         | 4 (Visir Vinsældalisti) |
| Italien        | 18 (Musica e Dischi)    |
| Japan          | 6 (Oricon)              |
| Kanada         | 1 (RPM)                 |
| Nederländerna  | 10                      |
| Norge          | 9 (VG-lista)            |
| Nya Zeeland    | 17                      |
| Storbritannien | 9 (UK Albums Chart)     |
| Sverige        | 8                       |
| USA            | 1 (Billboard 200)       |
| Västtyskland   | 10                      |